# Metoda epuizării
Metoda epuizării (în latină methodus exaustionibus) este o metodă de a găsi aria sau volumul unei figuri geometrice complexe, prin înscrierea și circumscrierea ei în interiorul unei secvențe de poligoane a cărei arie sau volum converge către aria sau volumul figurii. Dacă secvența este corect construită, diferența dintre poligonul cu n laturi și figură devine arbitrar de mică atunci când n devine suficient de mare. Atunci când diferența devine arbitrar de mică, valorile posibile ale ariei figurii sunt sistematic epuizate de limita inferioară și superioară a ariei sau volumului stabilit succesiv de secvențele anterioare. Se pare că idea de a folosi această metodă aparține lui Antiphon, dar cel care a formulat teoria riguroasă a metodei a fost Eudoxus.
Tipic, metoda epuizării cere formularea demonstrației prin contradicție, cunoscută sub denumirea de reducere la absurd. Acest lucru echivalează cu găsirea ariei unei prime figuri prin compararea cu aria unei a doua figuri, care poate fi epuizată, astfel că aria celei de a doua figuri devine arbitrar de apropiată de aria adevărată. Demonstrația implică presupunerea că aria adevărată este mai mare decât cea de-a doua arie, astfel dovedind că afirmația este falsă, iar apoi se presupune că aria adevărată este mai mică decât cea de-a doua arie, dovedind că afirmația este din nou falsă.
Dezvoltatea geometriei analitice și a calculului integral între secolele XVII-XIX (în particular dându-se și definiția riguroasă a limitei), au redus importanța metodei epuizării, astfel încât aceasta nu a mai fost folosită explicit la rezolvarea problemelor. Un pas intermediar important a fost principiul lui Cavalieri, numit și metoda indivizibilului, care a reprezentat o punte între metoda epuizării și  calculul integral. 

## Folosirea metodei de către Euclid
Euclid folosește metoda epuizării pentru a demonstra următoarele 6 propoziții din a douăsprezecea carte a Elementelor.
Propoziția 2-a
Aria cercului este proporțională cu pătratul diametrului său.
Propoziția 5-a
Volumul unui tetraedru cu aceeași înălțime este proporțional cu aria bazei.
Propoziția 10-a
Volumul unui con este a treia parte din volumul cilindrului cu aceeași bază și înălțime.
Propoziția 11-a
Volumul conului (sau cilindrului) cu aceeași înălțime este proporțional cu aria bazei.
Propoziția 12-a
Volumul conului (sau cilindrului) similar cu altul este proporțional cu cubul raportului diametrelor bazelor.
Propoziția 18-a
Volumul sferei este proporțional cu cubul diametrului său.

## Folosirea metodei de către Arhimede
Arhimede a folosit metoda epuizării pentru calcul ariei cercului prin poligoane regulate cu un număr din ce în ce mai mare de laturi. Câtul dintre aria formată de acest poligon și raza cercului la pătrat poate fi făcut să se apropie cât de mult vrem de valoarea lui π, atunci când numărul de laturi devine foarte mare, dovedind astfel că aria cercului de rază r este πr2,  π fiind definit ca raportul dintre circumferința cercului și diametrul său.
El a demonstrat că π se află între limitele 3+10/71 < π < 3 + 1/7, comparând perimetrul cercului cu perimetrele poligoanelor cu 96 de laturi înscrise și circumscrise cercului.

Arhimede a folosit metoda epuizării pentru calcul ariei cercului

Alte rezultate obținute prin metoda epuizării sunt:
- Aria limitată de intersecția unei parabole cu o dreaptă secantă este egală cu 4/3 din aria triunghiului care are aceeași bază și înălțime;
- Aria unei elipse este proporțională cu a deptunghiului care are laturile egale cu axa mare și axa mică a elipsei;
- Volumul sferei este egal cu de 4 ori volumul conului care are raza bazei și înălțimea egale cu raza sferei;
- Volumul cilindrului având înălțimea egală cu diametrul său este 3/2 din volumul sferei cu același diametru;
- Aria limitată de o rotație a spiralei și de un segment de dreaptă este 1/3 din aria cercului care are raza egală cu lungimea segmentului;
- Folosirea metodei epuizării a condus pentru prima dată la evaluarea cu succes a progresiilor geometrice.

## Calculul integralelor definite
O nouă formă a metodei epuizării furnizează o formulă de evaluare a integralei definite a oricărei funcții continue:
{\displaystyle \int \limits _{a}^{b}{f(x)\,dx=\left({b-a}\right)}\sum \limits _{n=1}^{\infty }{\sum \limits _{m=1}^{2^{n}-1}{\left({-1}\right)^{m+1}}}2^{-n}f(a+m\left({b-a}\right)/2^{n}).}
Această formulă poate fi folositoare atunci când nu există o primitivă elementară. Și de asemenea folositoare la învățarea calculului integal.